# Le Guislain
Le Guislain és un municipi francès situat al departament de la Manche i a la regió de Normandia. L'any 2007 tenia 114 habitants.

## Demografia

### Població
El 2007 la població de fet de Le Guislain era de 114 persones. Hi havia 56 famílies de les quals 16 eren unipersonals (8 homes vivint sols i 8 dones vivint soles), 20 parelles sense fills, 12 parelles amb fills i 8 famílies monoparentals amb fills.
La població ha evolucionat segons el següent gràfic:
Habitants censats

### Habitatges
El 2007 hi havia 81 habitatges, 55 eren l'habitatge principal de la família, 15 eren segones residències i 11 estaven desocupats. Tots els 81 habitatges eren cases. Dels 55 habitatges principals, 39 estaven ocupats pels seus propietaris i 16 estaven llogats i ocupats pels llogaters; 1 tenia dues cambres, 3 en tenien tres, 13 en tenien quatre i 38 en tenien cinc o més. 44 habitatges disposaven pel capbaix d'una plaça de pàrquing. A 25 habitatges hi havia un automòbil i a 21 n'hi havia dos o més.

### Piràmide de població
La piràmide de població per edats i sexe el 2009 era:
| Homes | Edats   | Dones |
| ----- | ------- | ----- |
| 0     | 95 o +  | 0     |
| 0     | 90 a 94 | 0     |
| 0     | 85 a 89 | 0     |
| 0     | 80 a 84 | 0     |
| 0     | 75 a 79 | 0     |
| 8     | 70 a 74 | 8     |
| 8     | 65 a 69 | 0     |
| 0     | 60 a 64 | 4     |
| 0     | 55 a 59 | 8     |
| 16    | 50 a 54 | 8     |
| 0     | 45 a 49 | 8     |
| 0     | 40 a 44 | 0     |
| 8     | 35 a 39 | 0     |
| 8     | 30 a 34 | 8     |
| 0     | 25 a 29 | 8     |
| 12    | 20 a 24 | 16    |
| 4     | 15 a 19 | 4     |
| 0     | 10 a 14 | 0     |
| 8     | 5 a 9   | 8     |
| 4     | 0 a 4   | 0     |

## Economia
El 2007 la població en edat de treballar era de 81 persones, 59 eren actives i 22 eren inactives. De les 59 persones actives 54 estaven ocupades (28 homes i 26 dones) i 5 estaven aturades (2 homes i 3 dones). De les 22 persones inactives 13 estaven jubilades, 1 estava estudiant i 8 estaven classificades com a «altres inactius».

### Ingressos
El 2009 a Le Guislain hi havia 53 unitats fiscals que integraven 109 persones, la mediana anual d'ingressos fiscals per persona era de 14.558 €.

### Activitats econòmiques
Dels 4 establiments que hi havia el 2007, 1 era d'una empresa de comerç i reparació d'automòbils, 1 d'una empresa d'informació i comunicació, 1 d'una empresa immobiliària i 1 d'una empresa de serveis.
L'any 2000 a Le Guislain hi havia 15 explotacions agrícoles que ocupaven un total de 572 hectàrees.

## Poblacions més properes
El següent diagrama mostra les poblacions més properes.